# Aziatische tijgermug
De Aziatische tijgermug (Aedes albopictus, soms aangeduid als Stegomyia albopicta), meestal gewoon tijgermug genoemd, is een tweevleugelig insect uit de familie steekmuggen (Culicidae).
De soort komt oorspronkelijk uit Azië, maar is als larve met de export van allerlei goederen naar andere werelddelen verspreid. De tijgermug komt tegenwoordig  ook voor in Amerika en heeft zich in Europa gevestigd in onder andere Nederland, België, Frankrijk, Zwitserland, Spanje, Portugal, Italië en Griekenland. De tijgermug is een zogenaamde vector van een groot aantal ziekten, zoals dengue.

## Naamgeving en taxonomie
De tijgermug werd in 1894 voor het eerst wetenschappelijk beschreven door Frederick Askew Skuse als Culex albopictus. Pas later werd de soort tot het geslacht Aedes gerekend en tegenwoordig tot Stegomyia. De soortnaam albopicta betekent "wit (album) geschilderd (picta)" en verwijst naar het zwarte lichaam met opvallende witte strepen op met name de poten. De Nederlandse naam is eveneens afgeleid van de kleuren van de mug; in andere talen heeft de soort ook een dergelijke naam, zoals in het Engels (Asian tiger mosquito) en het Duits (Asiatische tigermücke). Een alternatieve Engelse naam, forest day mosquito (dagactieve bosmug), verwijst naar de dagactieve levenswijze van de soort.
De tijgermug is een gevleugeld insect (Pterygota) dat behoort tot de orde tweevleugeligen of Diptera. Tot deze groep behoren ook alle vliegen. De orde Diptera is verdeeld in families en de tijgermug behoort tot de familie steekmuggen of Culicidae.
Het geslacht Aedes, waartoe de tijgermug behoorde, is een groep van ongeveer 85 soorten steekmuggen. Volgens recentere inzichten wordt de groep ingedeeld in verschillende ondergeslachten, en de tijgermug wordt tot het ondergeslacht Stegomyia gerekend, net als de sterk gelijkende denguemug (Aedes aegypti). De veranderingen in de indeling van de steekmuggen zijn het gevolg van onderzoek door John F. Reinert die in 2005 een nieuwe indeling publiceerde. Volgens de nieuwe classificatie heeft de mug de wetenschappelijke naam Aedes (Stegomyia) albopicta en later Stegmoyia albopicta gekregen.

## Verspreiding

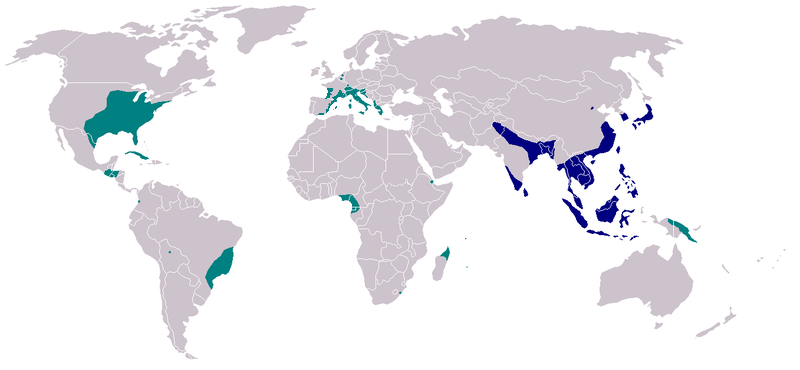
Verspreiding van de tijgermug (2007)
Oorspronkelijk verspreidingsgebied
Exotische verspreiding

De tijgermug komt oorspronkelijk voor in zuidoostelijk Azië: Bangladesh, Cambodja, China, Filipijnen, India, Indonesië, Japan, Laos, Maleisië, Myanmar, Nepal, Pakistan, Singapore, Sri Lanka, Taiwan, Thailand en Vietnam. Daarnaast is de soort bekend van enkele eilanden in de Grote en de Indische Oceaan tot westelijk op het Afrikaanse eiland Madagaskar.
De mug heeft zich binnen Azië verspreid tot in Nieuw-Guinea en wereldwijd in Noord- en Zuid-Amerika, Europa en delen van het vasteland van Afrika. In Australië en Nieuw-Zeeland is de tijgermug een aantal keer aangetroffen, maar deze heeft zich hier nog niet gevestigd.
In Noord-Amerika komt de soort voornamelijk voor in het oostelijke deel van de Verenigde Staten. Daar werd de mug voor het eerst in 1985 aangetroffen in Texas. In 1987 was de soort bekend in 15 staten en tien jaar later had de tijgermug zich verspreid over 25 staten. De mug is ook aangetroffen in de Caraïben (onder andere op Cuba) en het centrale deel van Mexico. In Zuid-Amerika is de soort gevonden in het zuidoostelijke deel van Brazilië; ook in Colombia en Bolivia zijn populaties bekend.
In Afrika heeft de mug zich gevestigd in de kuststrook langs de Golf van Guinee en in Nigeria, Kameroen en Gabon. Verder is er een geïsoleerde populatie bekend in Djibouti en is de mug aangetroffen in Zuid-Afrika.
Binnen Europa is de mug bekend van een aantal landen rond het Middellandse Zeegebied: in Italië, inclusief de eilanden Sardinië en Sicilië, Albanië, zuidwestelijk Griekenland en het eiland Lesbos, Frankrijk, Kroatië, Monaco, Montenegro, San Marino, Slovenië en Spanje.
In 2007 werd de mug aangetroffen in zuidelijk Duitsland, maar de soort heeft zich hier nog niet gevestigd.

### In Nederland

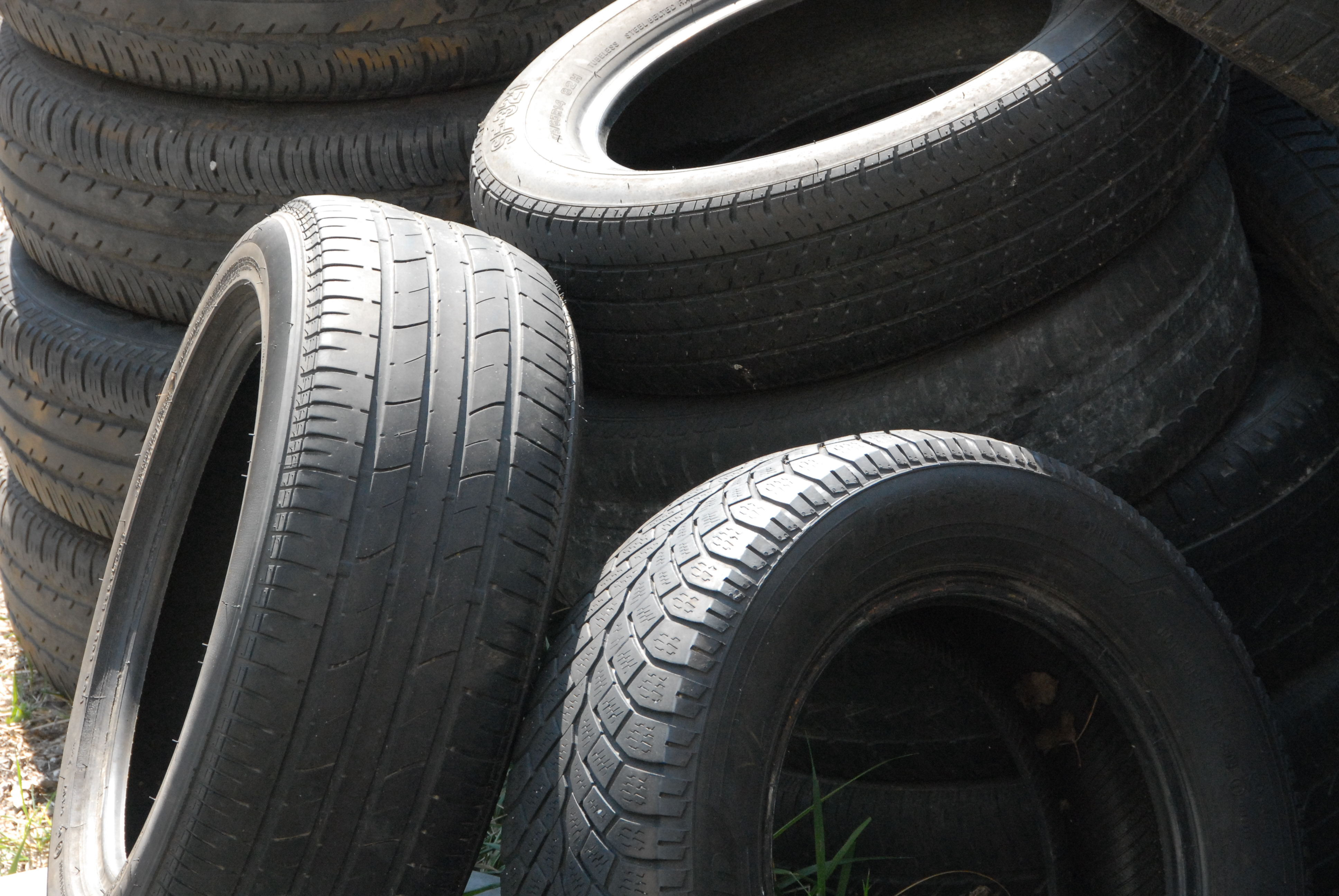
De tijgermug kan zich ontwikkelen in het water dat in een autoband blijft staan.

De tijgermug wordt sinds de zomer van 2005 ook gesignaleerd in Nederland, maar het is niet duidelijk of de soort zich hier blijvend heeft gevestigd.
De mug komt onder andere binnen via de sierplant Dracaena sanderiana, ook wel geluksbamboe genoemd, waarvan stekken uit voornamelijk China worden geïmporteerd en in Nederlandse kassen verder worden opgekweekt. Diverse mensen zijn gestoken. Onduidelijk is of daarbij sprake is geweest van overdracht van ziektes. Dit is niet denkbeeldig, omdat de stekken afkomstig zijn uit streken waar bepaalde overdraagbare ziekten endemisch voorkomen.
Er wordt door het Rijksinstituut voor Volksgezondheid en Milieu (RIVM) onderzoek uitgevoerd naar de vestiging en verspreiding van tijgermuggen en naar de aanwezigheid van virussen in zowel de muggen als de gestoken personen. Door het ministerie van Volksgezondheid, Welzijn en Sport is in oktober 2006 met een aantal bedrijven die de stekken op water importeren een convenant gesloten. Al snel bleek dit convenant niet effectief, omdat de meeste tijgermuggen werden gevonden bij bedrijven die de plantjes op gel importeerden, die het convenant niet hadden ondertekend. In november 2007 is een nieuw convenant in werking getreden, dat ook betrekking heeft op de invoer op gel en dat volgens het ministerie door alle importbedrijven is ondertekend. Het convenant is echter niet in rechte afdwingbaar en nieuwe importeurs zijn er niet aan gebonden. De Tweede Kamer heeft mede daarom in februari 2008 in een motie aan de minister gevraagd om de plantjes in quarantaine te houden, totdat ze vrij zijn van tijgermuggen. De minister heeft de Kamer in maart 2008 in een brief meegedeeld dat hij de motie naast zich neerlegt, omdat het beleid volgens hem succesvol was: sinds oktober 2007 werden geen tijgermuggen meer in kassen van de kwekerijen gevangen. In juni 2008 zijn er echter opnieuw tijgermuggen aangetroffen in de kassen van vier van de tien importbedrijven.
In 2010 werden er tijgermuggen gevonden bij drie bandenimporteurs in Noord-Brabant. Datzelfde jaar werd de staat gedaagd om uit te leggen waarom ze niet tegen de tijgermug optreedt. Toen in juli en augustus 2013 tijgermuggen werden aangetroffen bij een importeur van gebruikte autobanden, trad de NVWA wel bestrijdend op. In juni 2014 werden in Assen opnieuw tijgermuggen gevonden. In de winter van 2015 werden ze aangetroffen in Utrecht en opnieuw in de zomer van 2016, toen in een woonwijk van Veenendaal.

### In België
De aanwezigheid van de tijgermug in België wordt gevolgd door het Instituut voor Tropische Geneeskunde in Antwerpen. De tijgermug komt België binnen via transport, onder andere via schepen en auto's.
In België werd in 2000 en 2013 melding gemaakt van een tijgermuggenpopulatie in een bandenopslag van een recyclingbedrijf in Oost-Vlaanderen. Het bedrijf importeerde banden uit de Verenigde Staten en Japan en daarmee zijn de muggen waarschijnlijk naar Europa gekomen. De lokale omstandigheden stonden toe dat de tijgermug er zich wist voort te planten.
In 2018 werden op vijf verschillende plaatsen in België tijgermuggen aangetroffen, meer bepaald in de Waaslandhaven en op parkings langs de autosnelwegen. Wetenschappers stelden bij dat onderzoek vast dat de mug op een nieuwe manier in België terechtkomt. Zij reist mee met auto's die bijvoorbeeld uit Duitsland en Frankrijk komen, waar de mug zich al gevestigd heeft. De aangetroffen populaties waren echter niet groot. Het ging vaak maar om enkele larven en/of individuele exemplaren. De muggen die in 2018 werden aangetroffen, overleefden de winter niet.
Er wordt wel verwacht dat de tijgermug in België zich steeds meer gaat verspreiden. Door de klimaatopwarming zal de mug steeds betere omstandigheden vinden om zich te handhaven. Volgens waarnemingen van Sciensano, daarin geholpen door burgerwetenschap, zijn sinds 21 mei 2024 tijgermuggen aangetroffen op negen verschillende locaties, verspreid over Vlaanderen, Wallonië en Brussel.

## Kenmerken

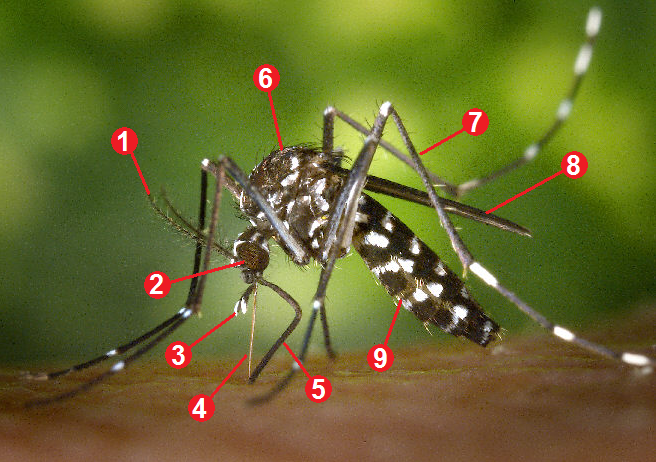
De belangrijkste lichaamskenmerken van de tijgermug. De lichaamsdelen worden in de tekst toegelicht.

De tijgermug heeft een typisch steekmugachtig lichaam: zes lange, sprieterige poten, een langwerpig lichaam met een duidelijk te onderscheiden achterlijf en twee vleugels die in rust op de rug worden gevouwen. De lengte is variabel, van 2 tot ongeveer 10 millimeter. De mannetjes blijven ongeveer een vijfde kleiner dan de vrouwtjes en zijn te herkennen aan de duidelijk sterker gepluimde antennes. Hiermee spoort het mannetje een vrouwtje op. De vrouwtjes zijn gevoelig voor geuren van mogelijke bronnen van bloed, zoals zoogdieren en vogels.
De tijgermug heeft een relatief kleine kop, wat opvalt door de lange en harige antennes (1). De antennes zijn voorzien van kleine haartjes of setae. Bij de mannetjes is de dichtheid van de haartjes duidelijk hoger dan bij vrouwtjes. Mannetjes hebben ook langere haren. De haartjes dienen om geluiden waar te nemen. Ze zijn zeer gevoelig voor geluidstrillingen en geuren, die worden doorgegeven aan een gevoelig orgaan in de basis van de antenne. De mannetjesmuggen sporen vrouwtjes op door af te gaan op het geluid, wat hun beter ontwikkelde antennes (haartjes) verklaart.

### Kop
De ogen (2) zijn relatief groot en duidelijk zichtbaar en zwart van kleur. Ze bestaan uit enkele tientallen individuele oogjes die de ommatidiën worden genoemd. Het geheel wordt een samengesteld oog of facetoog genoemd. De mug kan slecht zien en gaat voornamelijk op geur(en) en geluiden af. De palpen (3) van de tijgermug hebben een sterke chemosensorische functie en dienen voornamelijk bij de vrouwtjes om zweet en koolstofdioxide in de uitgeademde lucht van dieren te detecteren. Opvallend is het witte uiteinde van de palp, dat de mug onderscheidt van veel andere soorten. De sterk op de tijgermug gelijkende gelekoortsmug (Aedes aegypti) heeft ook witte palp-uiteinden. De witte kleur wordt veroorzaakt door witte schubben. De tijgermug heeft net als veel andere steekmuggen een lange proboscis of zuigsnuit (4). Deze is bruin van kleur en wordt in rust verborgen in de onderlip of labium (5), die dikker is en zwart van kleur. Een mug die niet aan het zuigen is, klapt het geheel onder de kop. Opmerkelijk aan de tijgermug is dat hij bijzonder hoge vibraties kan produceren.

### Borststuk
Achter de kop ligt het borststuk (6), dat net als bij andere muggen sterk verdikt en iets gekromd is. Het borststuk is zwart van kleur en heeft aan de bovenzijde op het midden een witte lengtestreep. Het borststuk draagt aan de onderzijde zes poten, waarvan de achterpoten (7) het langst zijn. De poten van de tijgermug vallen op door de zwarte basiskleur met afstekende witte dwarsbanden. De poten bestaan uit vier delen. De poot is aan het lichaam gehecht met de coxa of heup. Dit is het kortste deel van de poot. Daarna volgt de dij of femur en de scheen of tibia. Deze delen zijn het langst. Aan het eind van iedere poot is de gelede voet of tarsus aanwezig, die bestaat uit vijf leden. Opvallend aan de poten is dat ze niet gelijk zijn in lengte en kleur: de voorste twee paar poten hebben bij ieder pootgewricht een witte vlek, de tarsen zijn zwart. Het achterste potenpaar is langer en iedere geleding van de tarsi is voorzien van een witte band, waardoor de achterpoten sterk opvallen. De achterpoten worden in rust, maar ook bij het zuigen van bloed, achterwaarts omhoog gekromd. Net als andere steek(bijt)muggen dienen ze om de kleinste luchtwervelingen waar te nemen, zodat de mug bijvoorbeeld een aanstormende hand of krant kan ontwijken om te voorkomen dat hij wordt platgeslagen. Aan de bovenzijde van het borststuk zijn de vleugels (8) gelegen. Net als bij de andere tweevleugeligen zijn de achtervleugels gemodificeerd in kleine haltertjes, die als gyroscoop dienen en de schichtige vlucht mogelijk maken.

### Achterlijf
Het achterste en tevens het langste lichaamsdeel is het achterlijf (9), dat een diepzwarte kleur heeft met witte dwarsbanden. Hieraan is de mug het gemakkelijkst te herkennen, samen met de relatief grote lichaamslengte. Het achterlijf kan enorm opzwellen als het wordt volgezogen met bloed en krijgt dan een rode kleur.

### Onderscheid met andere soorten
De tijgermug is gemakkelijk van de meeste andere muggen te onderscheiden door het patroon van witte vlekken op de zwarte poten en het zwarte lichaam. Een uitzondering is de geringde steekmug of grote steekmug (Culiseta annulata), die net als de tijgermug licht gebandeerde poten heeft. De geringde steekmug wordt echter groter en heeft langere poten. Bovendien is deze mug duidelijk bruin van kleur en niet donkerbruin of zwart. Andere bijzondere kenmerken van de tijgermug zijn een wit streepje op de zwarte rug, het witte uiteinde van de achterpootjes, en het steken overdag. Andere veel voorkomende muggen, zoals de veensteekmug (Aedes punctor) en de gewone steekmug (Culex pipiens), hebben geen gebandeerde poten en zijn eenvoudig te onderscheiden. Van andere verwante soorten uit het geslacht Aedes is de tijgermug moeilijker te onderscheiden doordat ook deze soorten witte vlekken hebben. Van de gelekoortsmug, die eveneens vele ziektes kan overbrengen, is de tijgermug te onderscheiden doordat deze soort een lier-achtige vlek heeft op het borststuk, die bij de tijgermug ontbreekt.

## Levenswijze

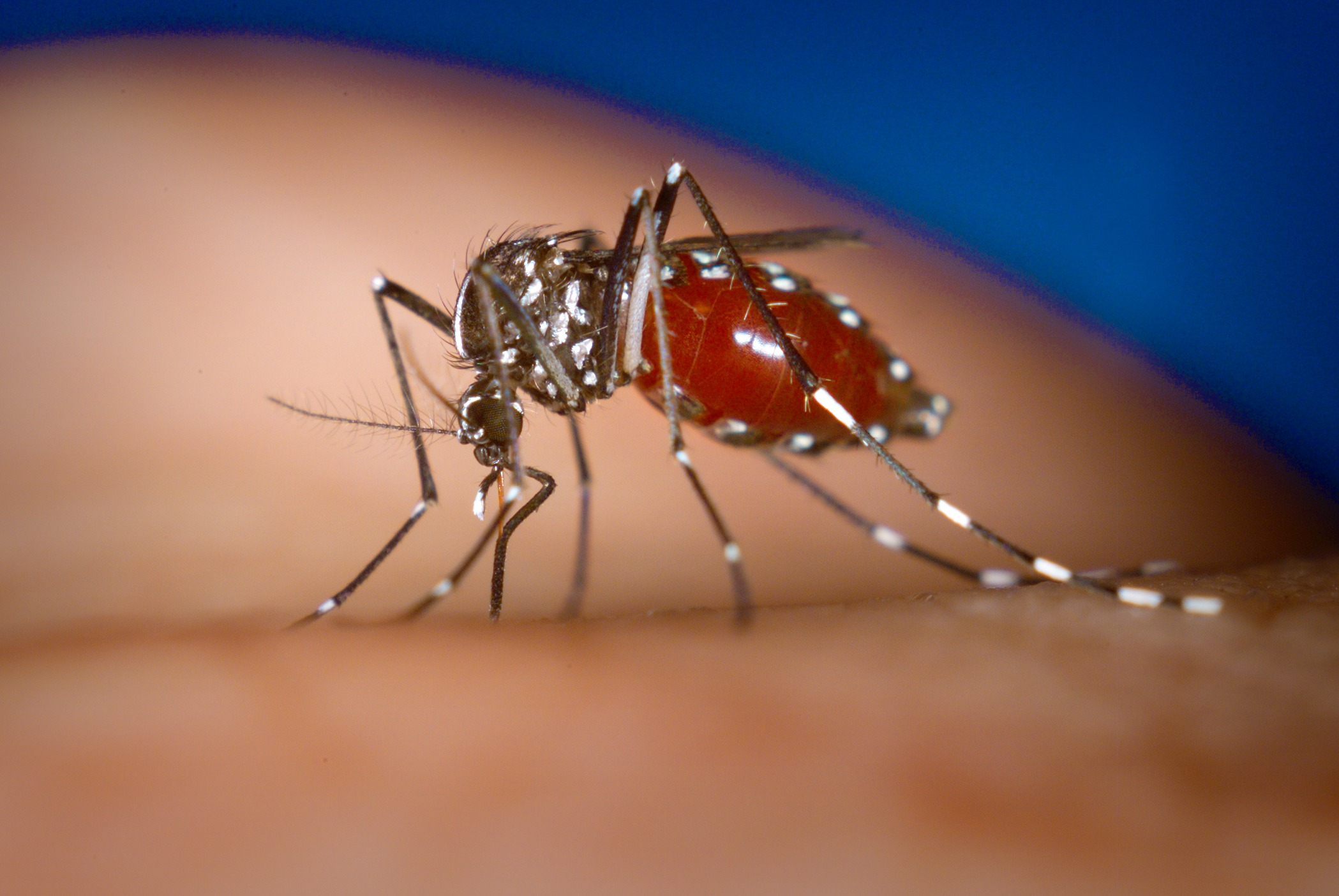
Een bloedzuigend vrouwtje

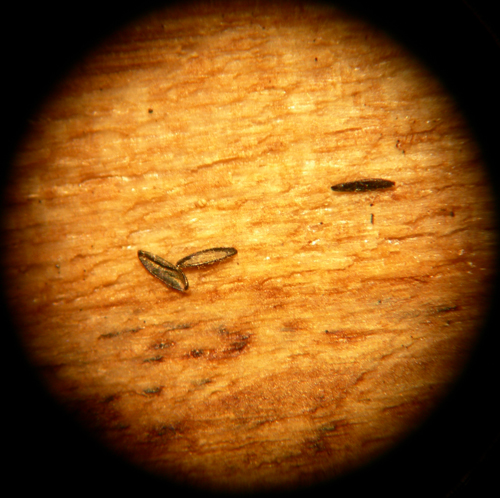
Uitgedroogde eitjes van de tijgermug; als ze bevochtigd worden zijn ze levensvatbaar

De tijgermug heeft een sterk op die van andere steekmuggen gelijkende levenswijze, maar de subtiele verschillen hebben grote gevolgen voor de impact van de mug op de mens.
Een belangrijk verschil tussen de tijgermug en de meeste andere stekende muggen is het feit dat de tijgermug niet alleen 's avonds en 's nachts, maar ook overdag actief is. Hierdoor moet de mug extreem alert zijn en zuigt zij zich niet in één keer vol, zoals veel andere steekmuggen, maar vliegt zij van gastheer naar gastheer om zo het bloedmaaltje te verzamelen. Het is precies deze gewoonte die de tijgermug gevaarlijker maakt dan andere muggen, omdat er van verschillende dieren bloed wordt gezogen. Hierdoor is de kans op besmetting via deze mug groter dan bij andere muggensoorten.

### Habitat
De tijgermug is oorspronkelijk een soort die zich voortplant in boomholtes gevuld met water, en kan zich in de kleinste wateren handhaven. De habitat bestaat uit een groot aantal landschappen, zoals grasland, bosranden, moerassen, oevers van meren, duingebieden, bossen en scrubland. De mug voelt zich echter ook thuis in door de mens aangepaste landschappen, zoals landbouwgebieden als akkers en verstedelijkte gebieden. Met name door de mens bewoonde gebieden bieden veel voortplantingsmogelijkheden voor de mug, omdat veel door de mens gebruikte voorwerpen water opvangen na een regenbui en de mug zich hierin kan ontwikkelen. Voorbeelden van dergelijke voorwerpen in een doorsnee tuin zijn bloempotten, vogeldrinkbakjes, regentonnen, speelgoed van kinderen, plasjes water onder lekkende waterleidingen, emmers, blikjes frisdrank et cetera. Omdat in dergelijke tijdelijke watertjes niet zelden bladeren van planten terechtkomen die gaan rotten, worden dezelfde omstandigheden gecreëerd als in het oorspronkelijke voortplantingswater bestaande uit met water gevulde holtes in bomen.

### Voedsel en vijanden
In tegenstelling tot wat vaak gedacht wordt, leven steekmuggen nooit van bloed. Alleen de vrouwtjes zuigen bloed omdat ze de hierin aanwezige eiwitten gebruiken als bouwstoffen voor de ontwikkeling van de eitjes. Zowel de mannetjes als de vrouwtjes van de tijgermug leven van nectar uit bloemen. Hier is de lange steeksnuit oorspronkelijk voor gebouwd. De mug is niet gebonden aan een bepaalde plant; de nectar van verschillende planten is geschikt.
De tijgermug heeft net als alle steekmuggen vele vijanden. De larven worden door een groot aantal waterdieren gegeten, zoals vissen en in water levende insecten en hun larven. De volwassen mug wordt gegeten door insecteneters als vogels, kikkers en door andere insecten zoals libellen.

### Voortplanting
De tijgermug behoort tot de insecten die een volledige gedaanteverwisseling kennen waarbij de juveniele vorm of larve wormachtig is en niet lijkt op de imago ofwel het volwassen insect. De voortplantingsperiode hangt samen met de geografische locatie van de mug. In de Verenigde Staten en Japan duurt de voortplantingstijd van de vroege lente tot de vroege herfst, in Rome van maart tot november of soms december.
De mug begint zijn leven in een ei, dat door de moedermug wordt afgezet boven kleine waterplasjes. In het natuurlijke leefgebied zorgt regenval ervoor dat de eitjes op het water terechtkomen waarna ze uitkomen. De eitjes blijven drijven en als ze per ongeluk op het droge terechtkomen, blijven ze inactief tot gunstiger omstandigheden aanbreken. Als de eitjes later in aanraking komen met water komen ze alsnog uit.
De eitjes van de tijgermug zijn langwerpig van vorm, bruin van kleur en erg klein. Zij zijn zeer bestendig tegen kou en droogte. De eitjes kunnen ook overwinteren, waarbij ze maandenlang overleven onder koude en droge omstandigheden. Uit onderzoek blijkt dat eitjes van populaties in gematigde gebieden beter bestand zijn tegen lagere temperaturen dan de eitjes van tijgermuggen die leven in tropische streken. De vrouwtjes zetten ongeveer 150 tot 250 eitjes af per legsel en kunnen tot vier legsels produceren.

## Ziekteverspreider bij de mens
De tijgermug is voor meer dan 20 virussen en tien virusziekten een vector (overbrenger) naar de mens. Naast zeldzamere ziekten zijn dat gele koorts, dengue, verschillende vormen van encefalitis en zikakoorts. Uit veldstudies blijkt dat de mug in staat is om drie verschillende flavovirussen, zes bunyavirussen en een alphavirus over te brengen op de mens. De vrouwtjes van de tijgermug kunnen besmet raken via besmet bloed van de gastheer wordt opgezogen en kunnen ziekteverwekkers ook overdragen op hun eitjes.
De kenmerken van de tijgermug als ziekteverspreider zijn:
- De mug kan meer dan 20 soorten virussen overbrengen waarvoor de mens vatbaar is.
- De eitjes zijn zeer bestendig tegen droogte en koude en kunnen overwinteren. De larven kunnen zich in de kleinste plasjes ontwikkelen.
- Vrouwtjes steken relatief veel gastheren en raken zo makkelijk besmet. Ze verspreiden ziektes relatief snel en geven ziekteverwekkers ook door aan hun nageslacht.

In de zomer van 2007 zijn in Italië bij Ravenna door een uitbraak van de Aziatische virusziekte chikungunya meer dan 250 mensen ziek geworden, waarvan er elf in het ziekenhuis zijn opgenomen en één is gestorven. De besmettingen waren overgebracht door een tijgermuggenpopulatie. Deze ziekte is over het algemeen echter niet levensbedreigend: de Italiaanse dode was een drieëntachtigjarige vrouw met verscheidene andere kwalen.
Naast virussen kan de tijgermug verschillende parasitaire wormen overbrengen, zoals de voor honden gevaarlijke parasieten Dirofilaria immitens en Dirofilaria repens. De eerste soort wordt wel hartworm genoemd en is voor honden gevaarlijk; de tweede soort kan ook in mensen groeien maar zich hierin niet voortplanten. Ten slotte kan ook de worm Wuchereria bancrofti worden overgedragen, die wel gevaarlijk is voor mensen. De worm veroorzaakt verstoppingen in het lymfestelsel, zodat lichaamsdelen enorm opzwellen.
Onderstaand een tabel van de belangrijkste parasieten en meer gedetailleerde informatie over hun gastheren.
| Naam                             | Diergroep                                       | Symptomen |
| -------------------------------- | ----------------------------------------------- | --- |
| Chikungunya                      | Mens, apen, mogelijk andere dieren              | Milde koorts, gewrichtspijnen |
| Dengue of knokkelkoorts          | Mens, apen                                      | Plotse koorts, zware hoofdpijn, gewrichts- en spierpijn |
| Venezolaanse equïene encefalitis | Mens, paarden, (muil)ezels                      | Koorts, hoofdpijn, hersenontsteking |
| Ross river                       | Mens, buideldieren                              | Koorts, gewrichtspijn, vermoeidheid |
| Riftdalkoorts                    | Mens, koeien, schapen, geiten, buffels, kamelen | Koorts, hoofd- en gewrichtspijn, leveraandoeningen |
| La crosse                        | Mens, (aard)eekhoorns                           | Hersenontsteking |
| Japanse encefalitis              | Mens, varkens, koeien, schapen, vogels, honden  | Stijve nek, cachexie, verlammingsverschijnselen |
| Gele koorts                      | Mens, apen                                      | Hoge koorts, spierpijn, algehele malaise, hoofdpijn, misselijkheid                                                                                          |
| Zikakoorts                       | Mens, apen                                      | Koorts, conjunctivitis (ontsteking van het bindvlies van het oog), tijdelijke gewrichtsklachten, vooral in handen en voeten, en maculopapulaire huiduitslag |

### Preventie en bestrijding
De tijgermug wordt door het brede scala aan mogelijk ziektes die het dier kan verspreiden gezien als een groot risico voor de volksgezondheid en men doet er alles aan om de mug te bestrijden of – in landen waar de soort zich nog niet gevestigd heeft – buiten de deur te houden.
Ter bestrijding van verschillende soorten stekende vliegen en muggen is de bacterie Bacillus thuringiensis israelensis (BTI) ontwikkeld. Dit biologische bestrijdingsmiddel wordt ingezet om de in het water levende larven te doden. De bacterie produceert toxinen die gaten in het celmembraan veroorzaken en zo de larven doden, maar andere organismen ongemoeid laten.
Het belangrijkste preventiemiddel in landen waar de mug voorkomt, is het voorkomen van stilstaand water. Het gaat hierbij nadrukkelijk om kleine hoeveelheden water, zoals regenwater in autobanden of in bromelia's.